# John Singer Sargent
John Singer Sargent (/ˈsɑrdʒənt//ˈsɑrdʒənt/; n. 12 ianuarie 1856, Florența, Marele Ducat de Toscana – d. 15 aprilie 1925, Londra, Anglia, Regatul Unit) a fost un artist american, considerat cel mai mare pictor de portrete al generației sale, operele sale evocând luxul epocii Edwardiene.
S-a născut în Italia și a crescut în Europa, având primul contact cu America în 1876.În cariera sa, a creat aproximativ 900 de picturi în ulei și mai mult de 2.000 de acuarele, precum și nenumărate schițe și desene în cărbune.
Sargent s-a bucurat de recunoaștere internațională ca pictor de portrete, deși nu fără controverse și critici; o exla Paris Salon, Portret de Doamnă X, a fost destinat să-și consolideze poziția ca o societate pictor, dar s-a dus într-un scandal în loc. De la începutul munca lui a fost caracterizată de remarcabilă tehnică a instalației, în special în capacitatea lui de a trage cu o perie, care în anii de mai târziu a inspirat admirație precum și critici pentru un presupus superficialitate. Lui a comandat lucrări au fost în concordanță cu grand mod de portrete, în timp ce lui informale studii și picturi peisaj afișează o familiaritate cu Impresionismul. Mai târziu în viață Sargent și-a exprimat ambivalența cu privire la restricțiile formale portret de muncă, și și-a dedicat mare parte din energie pentru a murală pictură și lucru en plein air. El a trăit majoritatea vieții sale în Europa. Istoricii de artă, în general, ignorat de societate artiști, cum ar fi Sargent până la sfârșitul secolului 20.

## Începuturi
Sargent este descendent al lui Epes Sargent, un lider militar și jurist. Înainte de nașterea lui John, tatăl său, FitzWilliam (n. 1820 Gloucester, Massachusetts), era un chirurg oftalmolog la Spitalul Wills Eye din Philadelphia. După ce sora mai mare a lui John a murit la vârsta de doi ani, mama sa, Mary (născută Singer), a suferit o cădere nervoasă, iar cuplul a decis să meargă în străinătate pentru a se recupera. Au rămas expatriați nomazi pentru tot restul vieții lor. Deși instalați în Paris, părinții lui Sargent se mutau în mod regulat, odata cu schimbarea anotimpurilor, la mare și la munte în Franța, Germania, Italia și Elveția. În timp ce Mary era însărcinată, s-au oprit în Florența, Toscana, din cauza unei epidemii de holeră. Acolo s-a născut pictorul în 1856. Un an mai târziu, sora lui s-a născut. După nașterea ei, FitzWilliam a demisionat de la postul său din Philadelphia și a dat ascultare rugăminților soției de a rămâne în străinătate. Au trăit modest pe o mică moștenire pe fondul unor economii, trăind o viață liniștită alături de copiii lor. Li s-au mai născut încă patru copii în străinătate, dintre care doar doi au trecut de copilărie.

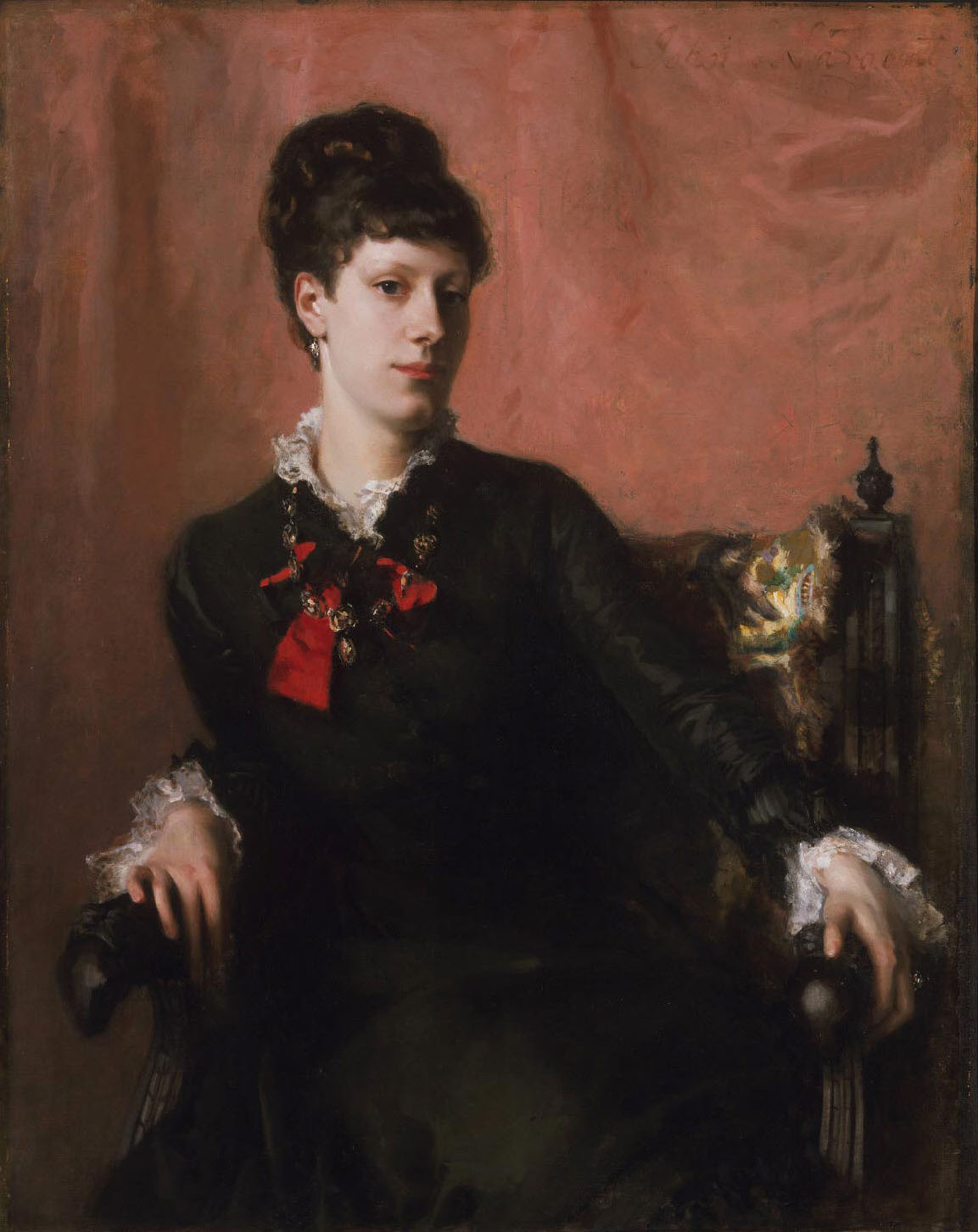
Fanny Watts, prietena din copilărie a lui Sargent. Prima pictură la Salonul din Paris, 1877. Aceasta se află la Muzeul de Artă din Philadelphia.

Deși tatăl său i-a fost un profesor de subiecte de bază, tânărul Sargent a fost un copil neascultător, mai interesat de activități în aer liber decât studiu. Mama sa era convinsă că călătoriile prin Europa, vizitarea de muzee și biserici, i-ar oferi tânărului Sargent un nivel satisfăcător de educație, multe încercări de a-l școli în mod formal  eșuând. Mama lui era un bun artist amator și tatăl său era un bun ilustrator medical.De timpuriu, ea i-a dat carnețele pentru desen și l-a încurajat. Tânărul Sargent lucra cu grijă la desenele lui, și copia cu entuziasm imagini cu nave și peisaje detaliate din paginile publicației The Illustrated London News. FitzWilliam însă spera că interesul fiului său față de nave și mare l-ar putea conduce spre o cariera navală.
Când acesta avea treisprezece ani, mama sa spunea că John „schițează destul de bine, și are <<un ochi>> remarcabil. Dacă ne-am putea permite să-l dăm la lecții, ar putea fi în curând un artist.” Tot atunci el a primit niște lecții de pictat în acuarelă de la Carl Welsch, un peisagist german. Deși educația lui a fost departe de a fi completă, Sargent a devenit un tânăr extrem de inteligent și cosmopolit, realizat în artă, muzică și literatură. Acesta era fluent în limba franceză, italiană și germană. La șaptesprezece ani, Sargent a fost descris ca „plin de voință, curios, hotărât și puternic”, „totuși timid, generos și modest”. A fost bine familiarizat cu mulți dintre marii maeștri, după cum a scris în 1874: „Am învățat în Veneția să îl admir foarte mult pe Tintoretto și să îl consider, poate, secund numai raportat la Michelangelo și Tițian.”

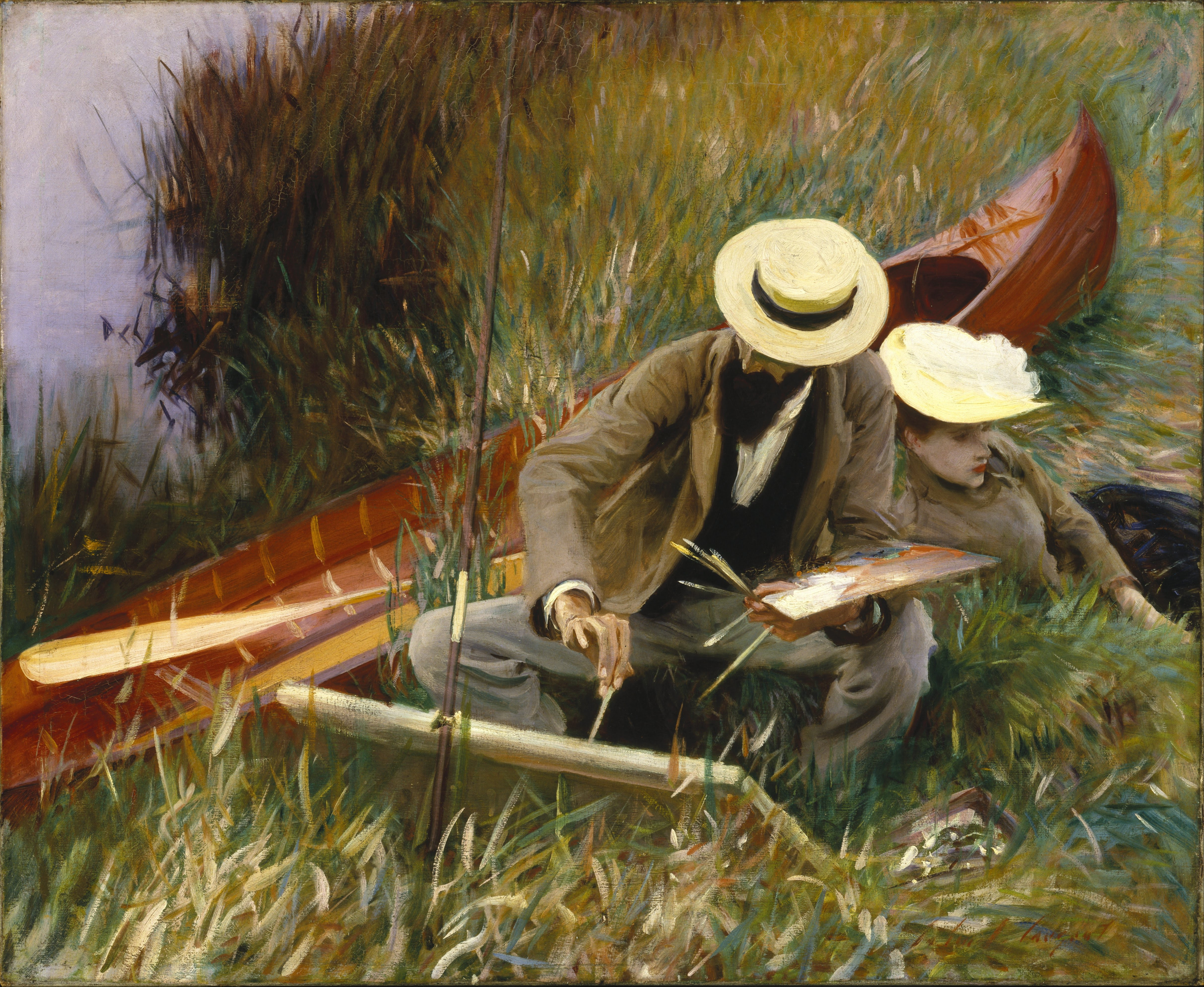
Un studiu în aer liber, 1889, înfățișându-l pe Paul César Helleu schițând cu soția sa, Alice Guérin. Această operă se află la Muzeul Brooklyn, New York.

## Lucrări

### Portrete

#### Secolul al XIX-lea

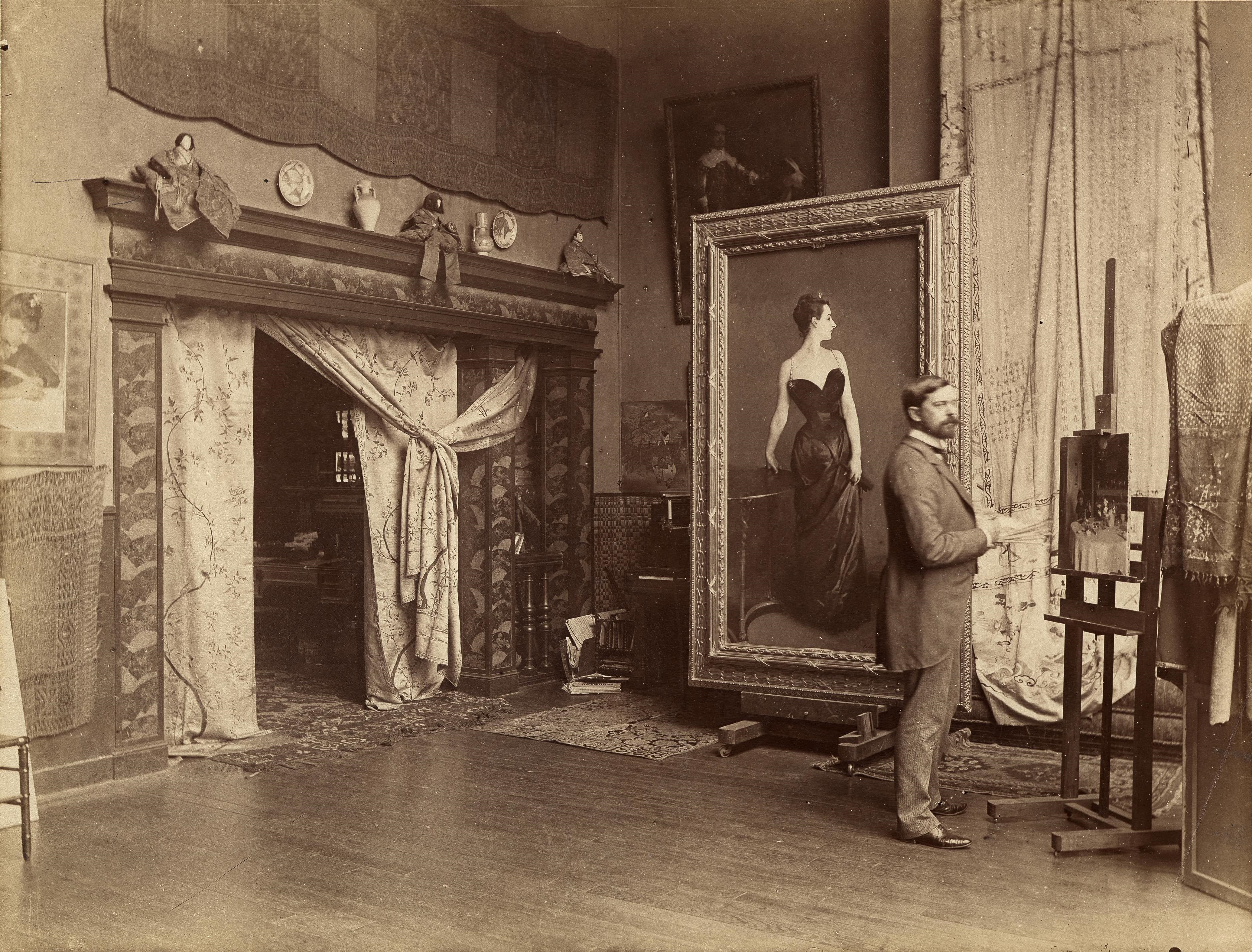
John Singer Sargent în atelierul lui, cu Portretul Doamnei X, cca. 1885.

La începutul anilor 1880, Sargent a expus portrete cu regularitate la Salon, acestea fiind în mare parte reprezentări în mărime naturală ale unor femei, cum ar fi Madame Edouard Pailleron (1880) și Madame Ramon Subercaseaux (1881). El a continuat să primească notificări pozitive din partea criticilor.
Cele mai bune portrete ale sale dezvăluie individualitatea și personalitatea modelului ce pozează; admiratorii lui cei mai înfocați cred că Sargent este egalat în această privință numai de Velázquez, care a fost unul dintre cele mai mari influențe ale sale. Una dintre cele mai expuse și mai iubite opere ale sale din acea perioadă este Doamna cu Trandafiri (1882), un portret al lui Charlotte Burckhardt, o prietenă apropiată și cu posibile implicații romantice.

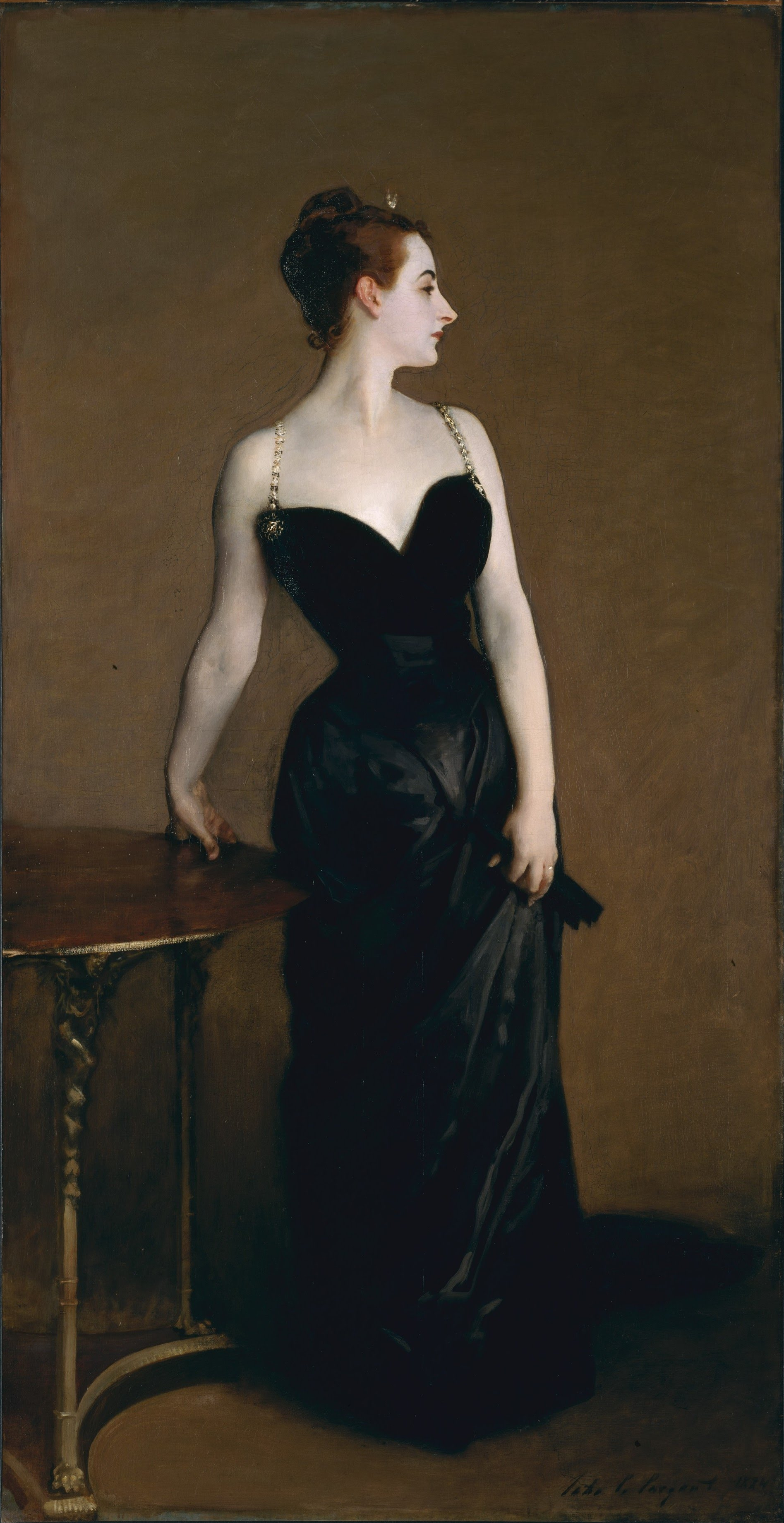
Portretul Doamnei X, 1884.

Cel mai controversat, Portretul Doamnei X (Madame Pierre Gautreau) (1884) este considerat acum una dintre cele mai bune lucrări ale sale, și fiind favoritul artistului; Acesta a declarat în 1915: „cred că acesta este cel mai bun lucru pe care l-am făcut.” Când a fost dezvelit la Salonul din Paris în 1884, a stârnit o reacție atât de negativă încât probabil a determinat mutarea artistului la Londra. Pictura nu a fost comandată de către model, ci el a urmărit-o pentru posibilitatea realizării portretului, spre deosebire de majoritatea portretelor realizate de el, în care clienții l-au căutat. Sargent a scris unei cunoștințe comune: 
„Doresc mult să îi pictez portretul și am motive să cred că ea ar permite acest lucru și așteaptă ca cineva să propună acest omaj al frumuseții ei... ai putea să îi spui că posed un talent deosebit.”
Finalizarea picturii a durat mai bine de un an. Prima versiune a portretului Doamnei Gautreau, cu faimoasul decolteu adânc, pielea alb-pudrată, și capul întors în mod arogant, reprezentând-o în mod intenționat într-o rochie sugestivă cu o singură bretea lăsată pe umăr, ceea ce a potențat efectul general, mai îndrăzneț și mai senzual. Sargent a repictat breteaua buclucașă într-o încercare de a încerca să atenueze furorile, dar dauna a fost făcută deja. Comenzile din Franța se împuținau și Sargent i-a destăinuit prietenului său Edmund Gosse în 1885 că din acest motiv a contemplat renunțarea la pictura, în favoarea muzicii sau a afacerilor.
În 1907, la vârsta de 51 de ani, Sargent și-a închis oficial studioul. Ușurat, a afirmat că „Pictarea unui portret ar fi destul de amuzantă dacă pictorul nu ar fi fost forțat să vorbească în timp ce lucrează ... Ce neplăcere să trebuiască să distrezi modelul ce pozează și să arăți fericit când te simte mizerabil". În același an, Sargent a pictat autoportretul său modest și serios, ultimul, pentru colecția de autoportrete celebră a Galeriei Uffizi din Florența, Italia.

## Acuarele

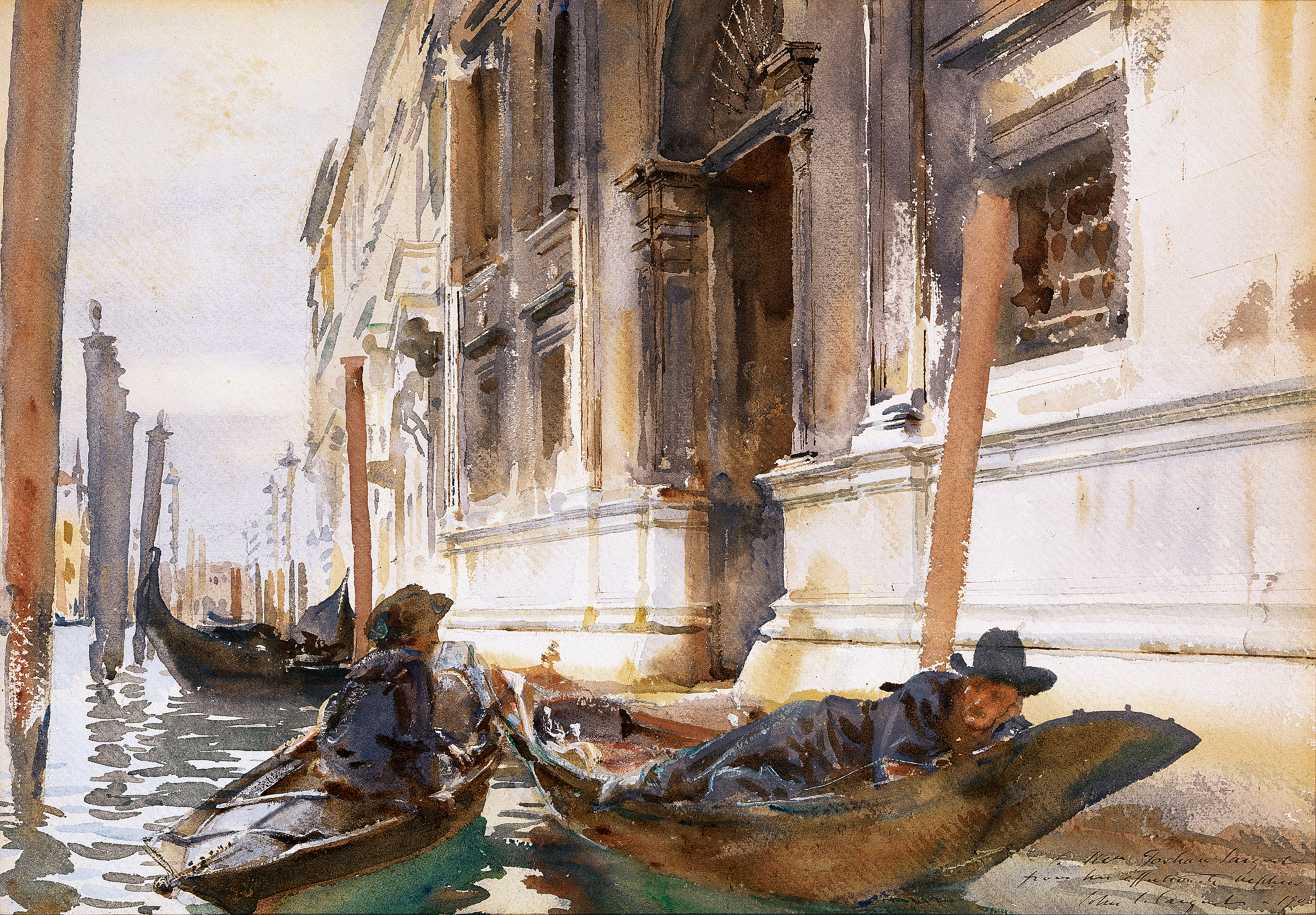
Siesta Gondolierilor, c.1904

În lunga sa carieră Sargent a pictat mai mult de 2.000 de acuarele, care acoperă peisaje  dinspre spațiul rural englezesc spre Veneția spre Tirol, Corfu, Orientul Mijlociu, Montana, Maine și Florida.  Fiecare destinație a oferit stimulente picturale și comori artistului.  Chiar și în timpul liber, scăpat de presiunile atelierului, a pictat cu o intensitate neliniștită, desenând adesea de dimineață până seara.
Sutele sale acuarele din Veneția sunt deosebit de notabile, multe făcute din perspectiva unei gondole.  Culorile sale erau uneori extrem de vii și, după cum un comentator a observat: „Totul este redat cu intensitatea unui vis”.  În Orientul Mijlociu și în nordul Africii, Sargent a pictat beduini, ciobani și pescar. În ultimul deceniu al vieții sale, a produs multe acuarele în Maine, Florida și în Occidentul American, reprezentând faună, floră și popoare native. 

## Ultimii ani și moartea

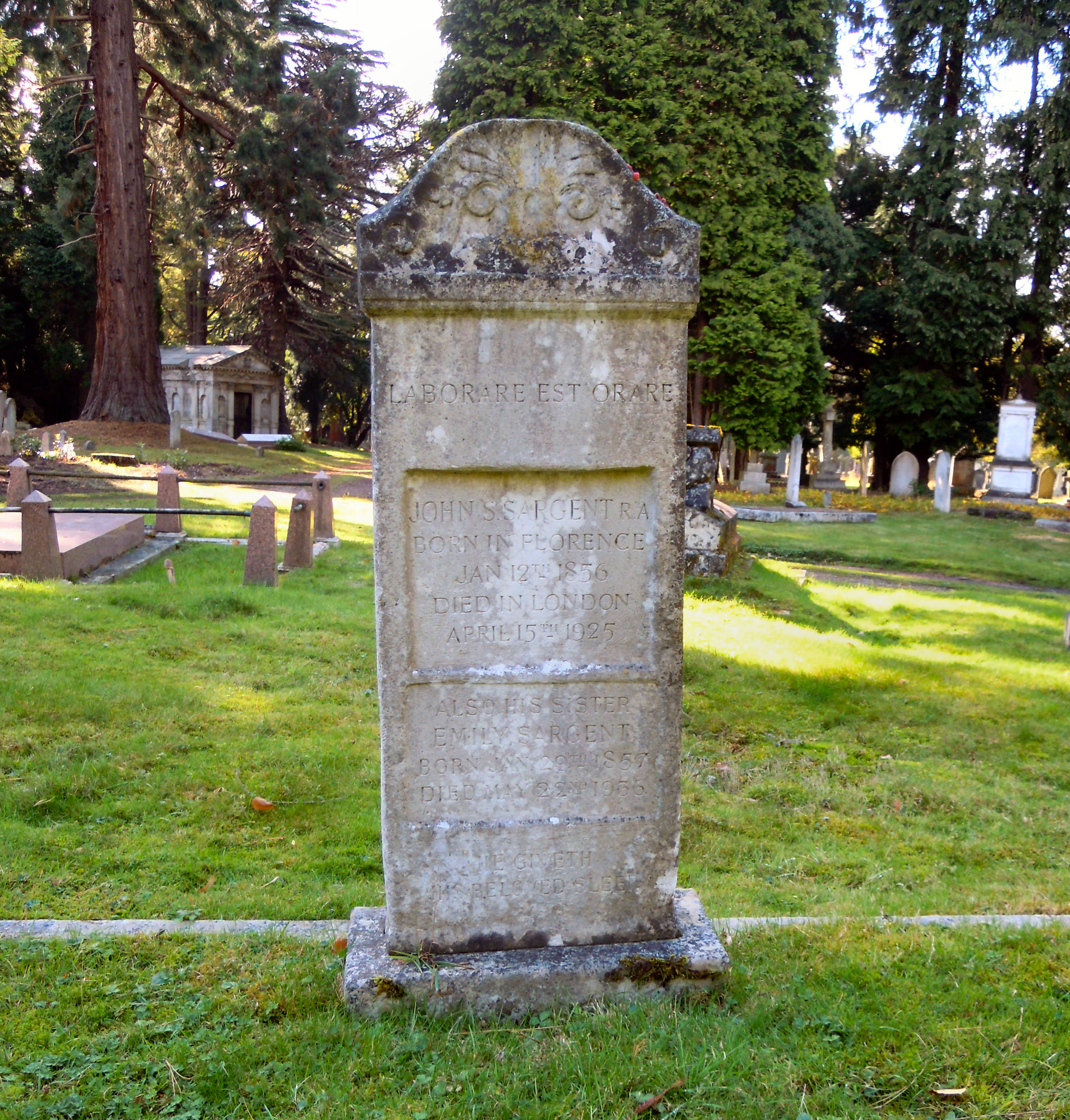
Mormântul lui Sargent din cimitirul Brookwood.

În 1922, Sargent a fondat, împreună cu Edmund Greacen, Walter Leighton Clark și alții, Galeriile de Artă Grand Central din New York.   Sargent a participat activ la galerii și la academia lor, Școala de Artă Grand Central, până la moartea sa în 1925.  Galeriile au ținut o mare expoziție retrospectivă a operei lui Sargent în 1924.   El s-a întors apoi în Anglia, unde a murit pe 14 aprilie 1925 din cauza unei boli de inimă.   Sargent este îngropat în Cimitirul Brookwood din apropiere de Woking, Surrey. 
Expozițiile memoriale ale operei lui Sargent au avut loc la Boston în 1925, la Muzeul Metropolitan de Artă din New York și la Academia Regală și la Galeria Tate din Londra în 1926.  Galeriile Grand Central au organizat de asemenea o expoziție postumă în 1928 a unor schițe și desene de pe parcursul întregii sale cariere, nemaivăzute până atunci. 

## Relațiile și viața personală

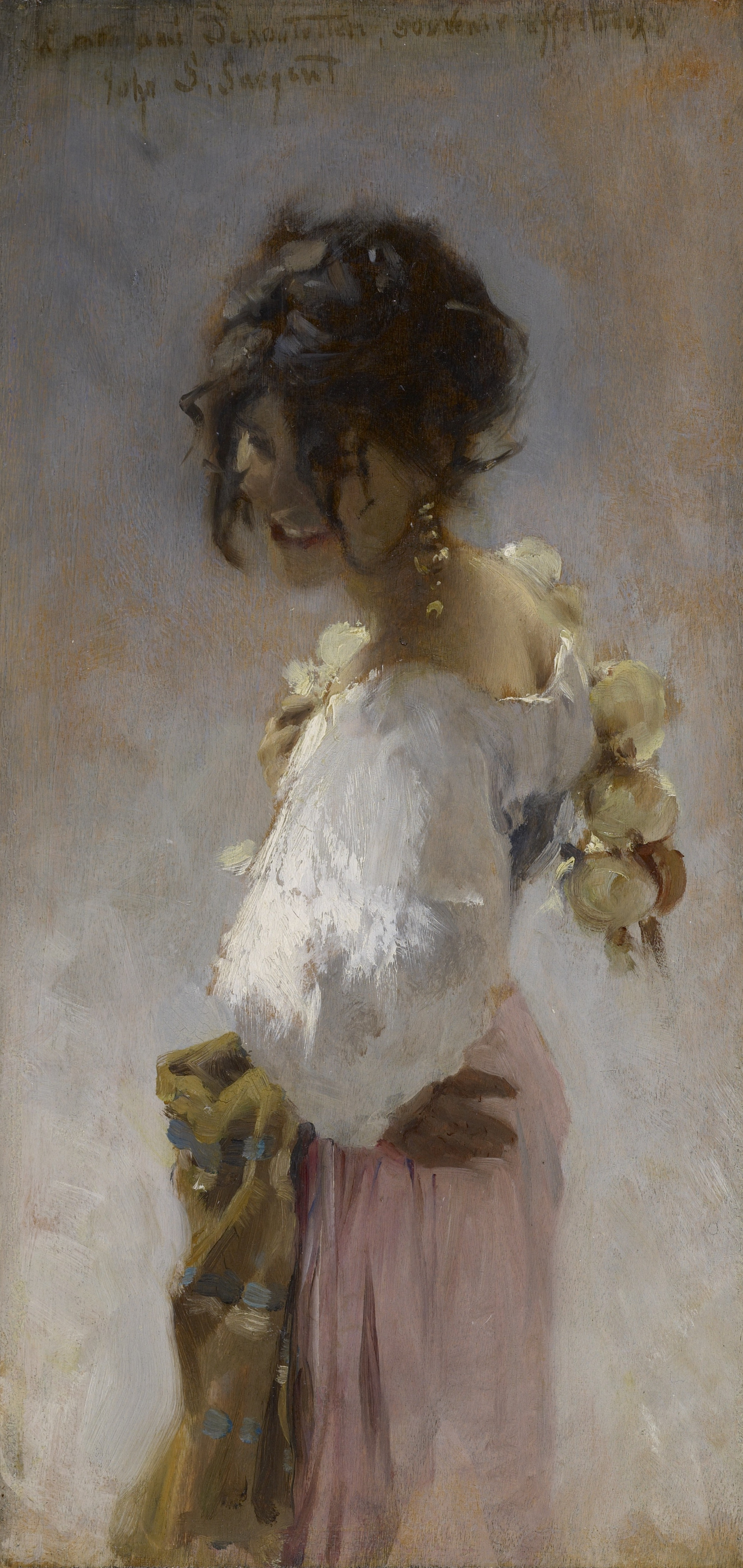
Rosina, 1878, ilustrând-o pe Rosina Ferrara.

Sargent a fost un burlac pe toată durata vieții, cu un cerc larg de prieteni.  Biografii l-au portretizat odată ca fiind serios și reticent.   Cu toate acestea, recent se sugerează că a fost un om privat, complex și pasionat, cu o identitate homosexuală care i-a modelat arta.    Această viziune se bazează pe prietenii și asociațiile sale; distanța totală ademenitoare a portretelor sale; modul în care lucrările sale provoacă noțiunile secolului al XIX-lea cu privire la diferența de gen;  nudurile sale erotice, ignorate anterior; și unele portrete de sex masculin sensibile și erotice, inclusiv cele ale lui Thomas E. McKeller, Bartholomy Maganosco, Olimpio Fusco  și cele ale artistului aristocrat Albert de Belleroche, care a fost expus în sala sa de mese din Chelsea.    Sargent a avut o prietenie romantică intensă și de lungă durată cu Belleroche, despre care se spune că Sargent l-ar fi putut poate folosi ca model pentru Doamna X. 
S-a sugerat că reputația lui Sargent în anii 1890 drept „pictorul evreilor” s-ar fi datorat empatiei sale și complicității de a se bucura de alteritatea lor socială reciprocă.   O astfel de clientă, Betty Wertheimer, a scris că atunci când era la Veneția, Sargent „era interesat doar de gondolieri venețieni”.    Pictorul Jacques-Émile Blanche, care a fost unul dintre primele sale modele, a spus după moartea lui Sargent că viața sa sexuală „era notorie în Paris și în Veneția, pozitiv scandaloasă.  El a fost un homosexual frenetic. "   Adevărul despre acest lucru nu poate fi stabilit niciodată. 
Au existat multe prietenii cu femei: s-a sugerat că cele cu modelele sale, Rosina Ferrara , Amélie Gautreau și Judith Gautier, ar fi putut escalada la romantism.   Pe când era tânăr, Sargent, de asemenea, a curtat-o pentru o perioadă pe Louise Burkhardt, modelul pentru Domnișoara cu Trandafir. 